# Gavriil Callimachi
Gavriil Callimachi (n. c. 1710 — d. 20 februarie 1786, Iași) a fost un cleric ortodox moldovean, care a îndeplinit demnitățile de mitropolit al Salonicului (1745-1760) și mitropolit al Moldovei (1760-1786).
Este ctitorul Catedralei Sfântul Gheorghe din Iași, unde a fost și înmormântat.

## Familie
Numele său de botez era Gheorghe. Era fiul boierului moldovean Teodor Călmașul, fost vornic al Câmpulungului. A fost fratele lui Ioan Teodor Callimachi (1690-1780), mare dragoman la Constantinopol în perioadele 1741-1751 și 1752-1758 și domnitor în Moldova (7 august 1758 - 11 iunie 1761), și unchi al domnitorilor Grigore Callimachi (11 iunie 1761 - 29 martie 1764 și 3 februarie 1767 - 14 iunie 1769) și Alexandru Callimachi (6 mai 1795 - martie 1799).
S-a călugărit la Mănăstirea Putna, primind numele monahal de Gavriil. Cu ajutorul fratelui său, marele dragoman Ioan Teodor Callimachi, a fost numit arhidiacon al Patriarhiei Constantinopolului și apoi mitropolit al Salonicului (1745-1760).

## Mitropolit al Moldovei

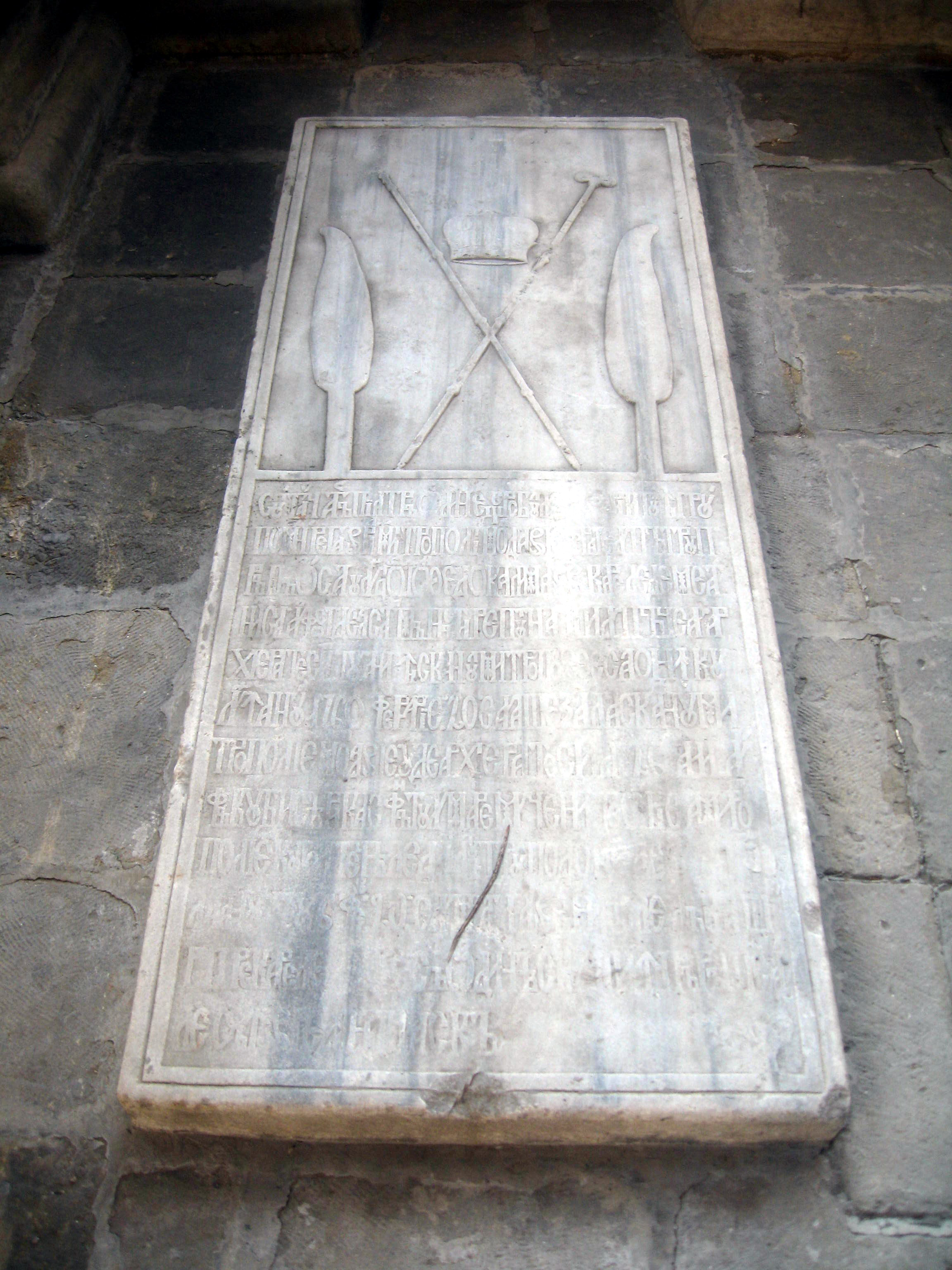
Piatra de mormânt a mitropolitului Gavriil Callimachi

În februarie 1760, mitropolitul Iacov Putneanul (1750-1760) a demisionat din funcție și s-a retras la Mănăstirea Putna, refuzând să dezlege afurisenia rostită de el la adresa dării văcăritului. Ca urmare a acestui eveniment, domnitorul Ioan Teodor Callimachi (1758-1761) i-a cerut patriarhului Serafim al II-lea al Constantinopolului să aprobe mutarea în scaunul de mitropolit al Moldovei a fratelui său, Gavriil Callimachi, care îndeplinea pe atunci funcția de mitropolit al Tesalonicului (1745-1760). La începutul păstoririi mitropolitului Gavriil, în Moldova au domnit fratele său, Ioan Teodor Callimachi (1758-1761), și nepotul său, Grigore Callimachi (1761-1764, 1767-1769).
În timpul păstoririi mitropolitului Gavriil Callimachi (1760-1786), a fost construită Catedrala Sf. Gheorghe din Iași. Mitropolitul Gavriil Callimachi este atestat în calitate de ctitor al acestei biserici de inscripția de pe piatra sa de mormânt aflată în pridvorul bisericii pe care scrie că "au făcut bisărica sfăntului mare mucenic Georgie a mitropoliei, cu toate cele din lăuntru podoabe ale sale", precum și de o inscripție de pe un ceaslov tipărit în 1874 la Mănăstirea Neamț în care se spune că "(...) a făcut Biserica Sfântului mare mucenic Gheorghe a Mitropoliei cu toate cele dinlăuntru podoabe ale sale la anul 1761."
Neexistând nicio pisanie, nu se cunoaște cu precizie perioada în care s-a construit această biserică. Bazându-se pe mai multe documente istorice în care se afirmă că acest lăcaș de cult era în construcție, episcopul Nestor Vornicescu, viitorul mitropolit al Olteniei, a presupus că Biserica „Sf. Gheorghe” a fost înălțată în perioada 1761-1769. Printre documentele citate de el se numără:
- un document din 1765 prin care diaconul Ursache dona jumătate din satul Șoldana "sfintei mănăstiri Sfântul Gheorghe ce se zidește aici în Eși, dinaintea Mitropoliei";
- un document din 1767 în care vistiernicul Toader Vârnav menționează de unele schimburi și danii ale sale făcute Sfintei Mănăstiri ce se face acum Mitropolie în orașul acesta al Iașului, unde se cinstește și se prăznuiește hramul Sfântului mucenic Gheorghe" și
- o însemnare din 1768 în care se vorbea de "Biserica Sfântului Gheorghe care se clădește acum prin sârguința Prea Sfinției Sale Mitropolitul Gavriil".

A participat activ la mișcarea de înlăturare a sistemului fanariot din Principate. În acest sens, în 1769, partida națională, condusă de Gavriil Callimachi, a propus instaurarea unei republici aristocratice conduse de 12 mari boieri.
Gavriil Callimachi a murit la 20 februarie 1786, fiind înmormântat în pridvorul deschis al catedralei mitropolitane ctitorite de el.
Piatra sa funerară se află în sud-vestul pridvorului deschis al fostei catedrale mitropolitane. Pe ea este următoarea inscripție în limba română cu caractere chirilice: "Supt aciastă piatră odinește robul lui Dumnezeu, fericitul întru pomenire Gavriil Mitropolitul Moldaviei, frate după trup răposatului Domn Ioan Theodor Callimache, carele de metania sa au fost de la Sfănta Mănăstire Putna și după ce au arhieratesit dintăi în scaunul mitropoliei Salonicului, în anul 1760 fevruarie 20, sau așezat la scaunul mitropoliei Moldaviei unde au arhieratesit 26 ani. Au făcut bisărica sfăntului mare mucenic Georgie a mitropoliei, cu toate cele din lăuntru podoabe ale sale. La anul 1786 fevruarie 20, sa mutat la veșnicile lăcașuri pe carele (Dumnezeu) săl odihnească și împărăției sale săl învrednicească."